# Austro-Tatra
Austro-Tatra byla rakouská automobilka, licenčně vyrábějící osobní vozidla Tatra mezi lety 1924–1938. Později zde vznikaly části karosérií pro vozy Porsche a VW. Společnost zanikla v roce 1980.

## Historie

### Licenční výroba vozů Tatra
Austro-Tatra Werke GmbH původně vozy Tatra jen dovážela, později se zcela osamostatnila a vyráběla je v licenci dříve mateřské firmy z Kopřivnice. Prvotním důvodem k založení dceřiné společnosti byl rozpad Rakousko-Uherska a vznik Československa. Kopřivnická firma musela kvůli tomu v Rakousku vytvořit síť prodejen a servisních dílen. Za centrálu byla zvolena nově postavená budova na vídeňské Simmeringer Hauptstrasse. Zde se nejen vozy opravovaly, ale od roku 1924 se zde karoserie a vozy kompletovaly z dovezených dílů z kopřivnického závodu. Tím došlo ke snížení vysokého rakouského dovozního cla, vypočítávaného podle hmotnosti vozu. Vozy se tak pro rakouské zákazníky zlevnily a byly lépe prodejné.
Kopřivnická Tatra na rakouský trh uvedla vozy Tatra 11 a 12, které zde slavily velký úspěch. V roce 1932 je nahradil čtyřválcový automobil Tatra 57. Ten se stal nejúspěšnějším vozem Tatry 30. let. Dovozní clo však stále vzrůstalo a Tatry tak byly dražší než srovnatelné automobily dominantního rakouského producenta, firmy Steyr. I přesto však v roce 1935 byla Tatra co do počtu prodaných vozů druhou nejúspěšnější značkou v Rakousku. Proto se Tatra vrátila k původnímu plánu z dvacátých let, neuskutečněnému kvůli hospodářské krizi a ve Vídni založila vlastní licenční výrobu. Z podobných důvodů už dříve vznikly i firmy Deutsche Licenz Tatra ve Frankfurtu nad Mohanem a Unitás v maďarské Budapešti.

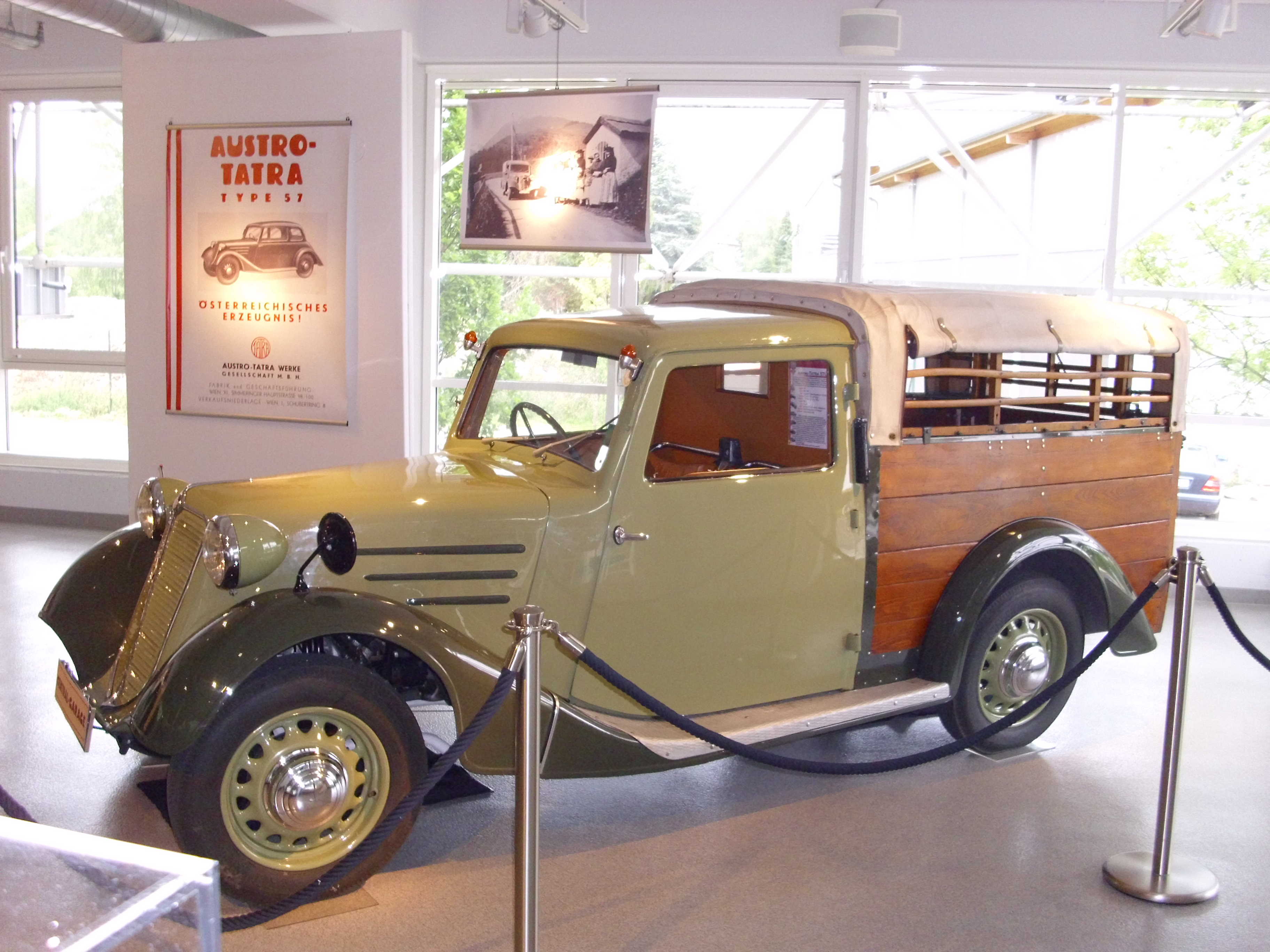
Austro-Tatra 57 L, dodávkový vůz na bázi typu Tatra 57A

Austro-Tatra jako samostatný podnik vznikla v červenci 1936 odkoupením veškerého majetku, který v Rakousku vlastnila mateřská firma. Následovalo rozšíření výrobních prostor, investice do strojního vybavení a také zvýšení počtu zaměstnanců. V rámci spolupráce byly v Rakousku poté vyráběny i části motorů a hnacího ústrojí. Od dubna 1937 pocházely díly vozů Austro Tatra téměř stoprocentně z dílů vyrobených v Rakousku. Díky tomu se ceny vozů snížily o 40% clo.
Továrna vyráběla typy Tatra 57 A, zejména limuzíny nebo polokabriolety se stahovací střední a zadní částí střechy. Na objednávku byly dodávány i užitkové verze podobné kopřivnickým.
Vozy Austro-Tatra byly i v roce 1937 druhými nejprodávanějšími na rakouském trhu. Firma i vyvinula prototyp velitelského vozu pro armádu s náhonem na všechna čtyři kola, ale jeho výroba plánovaná na léto 1938 se už kvůli anšlusu Rakouska neuskutečnila.

### Druhá světová válka
S příchodem německých vojsk v březnu 1938 se situace firmy změnila. Továrna byla od dubna 1938 zařazena do německého programu zapojení rakouského strojírenství pro potřeby Třetí říše. Noví „majitelé“ okamžitě zastavili výrobu osobních automobilů. Do tohoto okamžiku bylo ve vídeňské továrně vyrobeno okolo tří set kompletních vozů.
Areál závodu byl rozdělen a část hal a strojů musela být pronajata zbrojařské firmě Österreichische Saurer Werke. Koncem války byla tato část bombardováním silně poškozena. Zbytek provozů zůstal pod vedením Austro-Tatry, to však mělo na rozvoj firmy velmi omezený vliv a tak byla továrna degradována na pouhou opravnu válkou poškozených vojenských vozidel a dodavatele náhradních dílů pro armádu.

### Poválečné období
Koncem války byly provozy firmy vedením, prchajícím na západ, ponechány napospas Rudé armádě. Strojní vybavení, které nezničily nebo nepoškodily bomby, bylo po válce demontováno a odvezeno. Továrna tak byla úplně zničena. Ani od mateřského podniku se továrně žádné pomoci nemohlo dostat, v důsledku poválečných změn byla kopřivnická Tatra vyvlastněna. O znovuobnovení výroby osobních vozů nemohlo být ani uvažováno. Bylo rozhodnuto jen o obnovení výroby náhradních dílů a dílů karosérií.
Austro-Tatra přešla pod veřejnou správu, což mělo ochránit majetek původních majitelů a akcionářů. V důsledku toho došlo mezi firmou a vedením nově vzniklého československého národního podniku Tatra k napětí, které v roce 1948 vedlo k definitivnímu zpřetrhání vazeb mezi dceřinou a mateřskou firmou.
Firmě Austro-Tatra byla zrušena zastupitelská smlouva a české vozy byly do Rakouska dováženy pouze prostřednictvím generálního importéra Škody – firmy Tarbuk. Díky provozu karosárny se do Vídně přesunula z korutanského Gmündu část výroby hliníkových karosérií sportovních automobilů firmy Porsche. Rakouská policie v roce 1950 objednala 250 čtyřdveřových vozů Volkswagen Brouk a devět dvoudveřových kabrioletů (Volkswagen typ 18 A). Továrna se stále snažila o výrobu celých vozidel a vedla neúspěšná jednání s firmou Renault. V roce 1951 Austro-Tatra uzavřela smlouvu o kompletaci automobilů společnosti Gutbrod.
K zajištění přežití společnosti převzala Austro-Tatra obchodní zastoupení několika zahraničních značek. V roce 1963 došlo ke změně názvu na Ringhoffer GmbH. Výroba karosérií pokračovala a akciová společnost převzala obchodní zastoupení automobilek Peugeot, Alfa Romeo a Rover. V roce 1980 byly provozy firmy definitivně uzavřeny. Dnes se na jejich místě nachází nákupní centrum Simmering.